# Tellet
Tellet [tə'ʎet] (en francès i oficialment Taillet) és un poble, cap de la comuna del mateix nom, de 128 habitants el 2013, de la comarca del Rosselló, a la Catalunya Nord. Situat al sud dels Aspres, entre els rius Ample i Teixó, de vegades se'l situa a la comarca del Vallespir, amb la qual confronta al sud.

## Etimologia
Segons Joan Coromines el topònim Tellet procedeix del llatí tĭlĭētum (bosc de tells). De vegades s'ha escrit, erròniament, Tallet. Vegeu també el treball Els noms de Tellet.

## Geografia

### Localització i característiques generals del terme

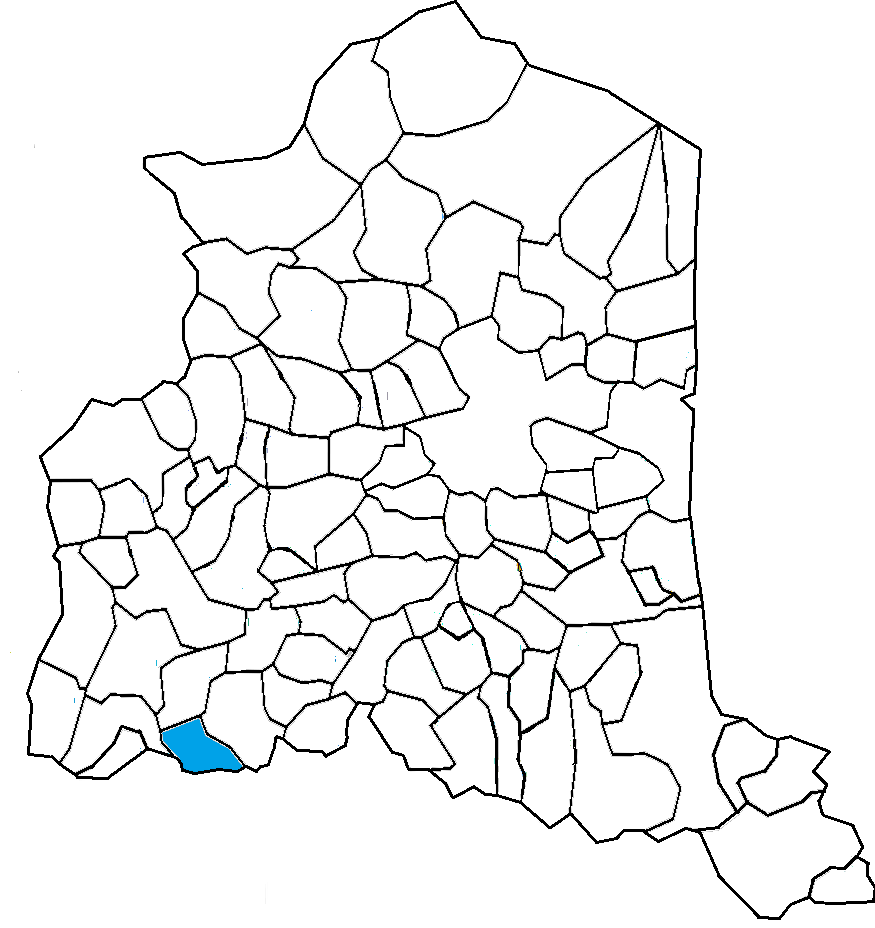
Situació de la comuna de Tellet en el Rosselló

La comuna de Tellet, de 100.200 hectàrees d'extensió, és a prop de l'extrem sud de la subcomarca dels Aspres, així com a la del sud-oest de la del Rosselló, en una zona de relleu muntanyós i trencat, cobert de boscs i de garrigues. És al límit amb el Vallespir, i històricament hi va pertànyer, per la qual cosa de vegades se l'inclou en aquesta darrera comarca. Els dos rius que recullen les aigües del terme, la Ribera Ampla i la Ribera del Teixó són tributàries del Tec.
Termes municipals limítrofs:
| Calmella    |         | Oms |
| Sant Marçal |         |     |
| Montboló    | Reiners |     |

### El poble de Tellet

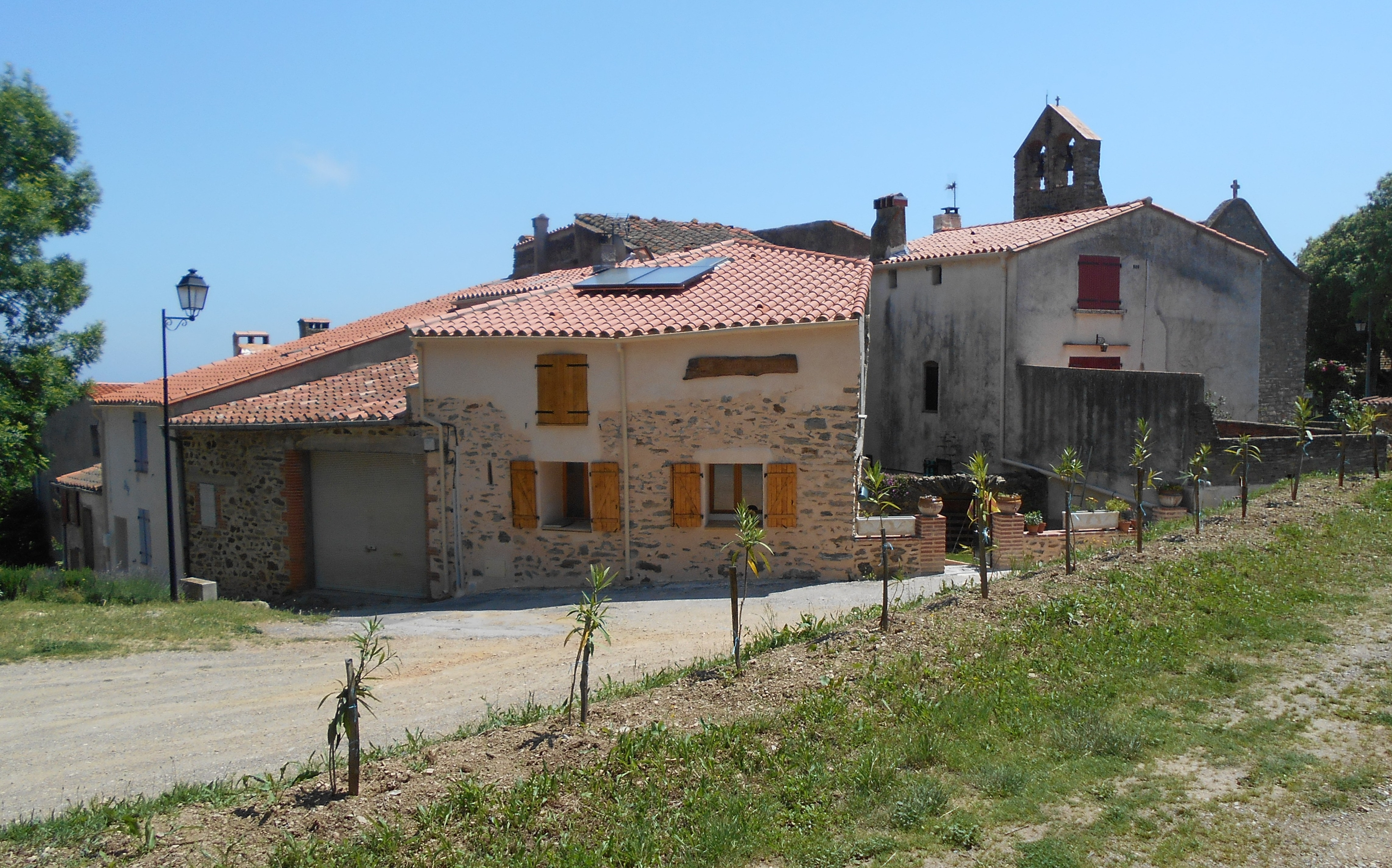
La cellera de Tellet

El poble de Tellet es troba enlairat a la Serra de Tellet, a uns 600 m alt. És format per un grupet de cases arrambades a l'entorn de l'església parroquial romànica de Sant Pere de Tellet, actualment dedicada a Sant Valentí, que constituïa una cellera closa.

### Noguereda
Aquesta part del terme parroquial de Tellet és actualment dins de la comuna veïna de Calmella, probablement a l'entorn de l'actual Mas Pomereda, molt prop del termenal entre les dues comunes.

### El Veïnat de la Roure

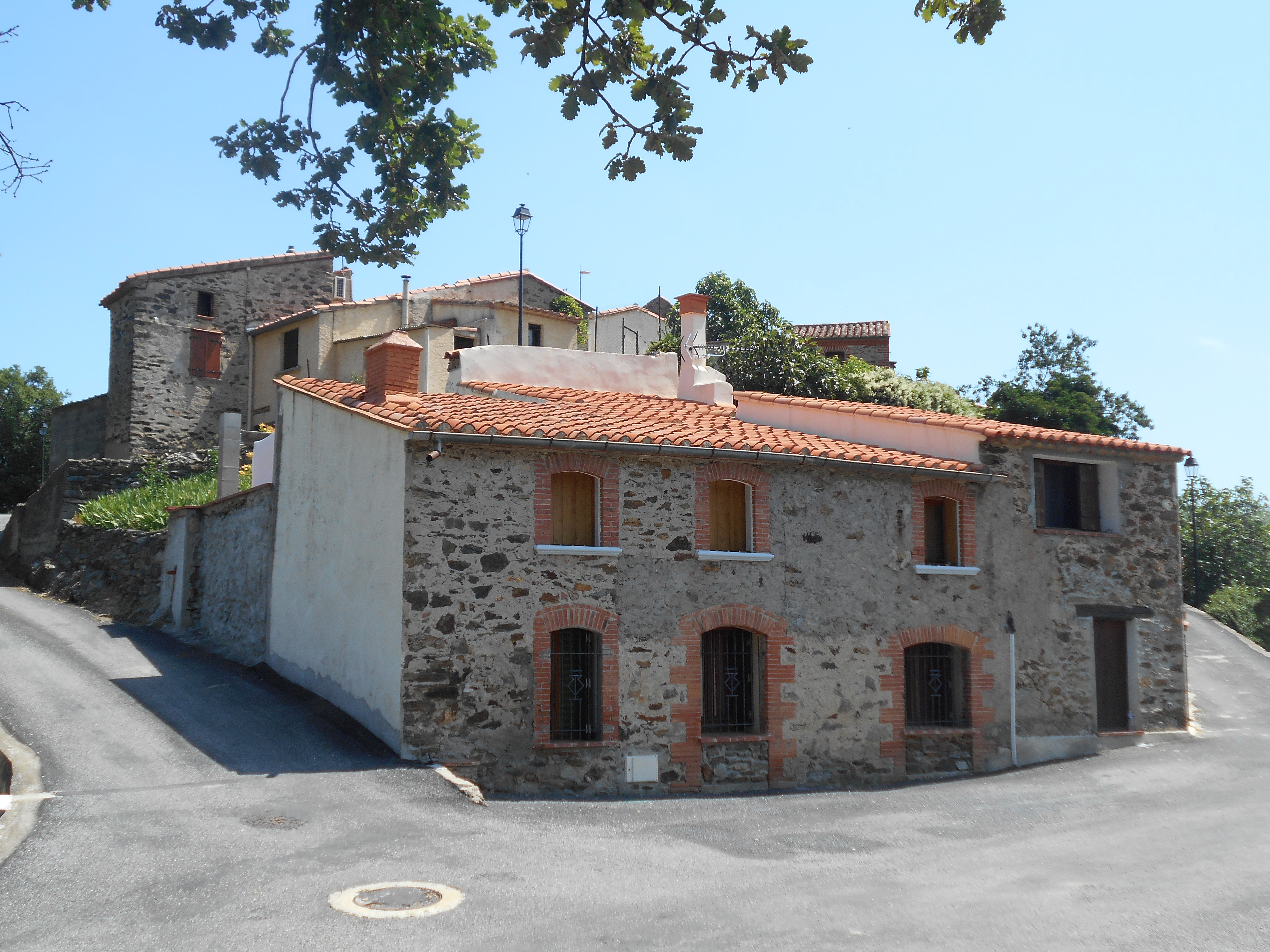
El veïnat de la Roure

El santuari de la Mare de Déu de la Roure, o de Nostra Senyora, és al sector sud-est del terme de Tellet. L'església romànica de Santa Maria de la Roure centra un petit veïnat, anomenat Veïnat de la Roure.

### Els dòlmens del Serrat de Coll d'Arques
En el serrat que duu el mateix nom tradicional dels dòlmens es troba el dolmen en ruïnes de la Caixa de l'Obra, així com pedres amb dibuixos de cúpules.

### Els masos del terme
Encara que molts d'ells actualment deshabitats, el terme de Tellet té un bon nombre de construccions aïllades: Ca l'Artigues, o Mas Danyac, abans Mas d'en Barris, Can Bertran, abans Mas d'en Negre, Can Bolquera, o Boquera, abans Mas d'en Laporta, Can Bordes, abans Mas del Quer, Can Fonts, o Mas d'en Font, Can Pagès, Can Paraire, Can Pastoret, abans Mas d'en Cassó, Can Pere Pei, Can Pomereda, Can Racó, o la Caseta, abans Mas d'en Negre, Can Roca, Can Sales, abans Mas de les Sales, Can Vilà, o Vilar, Can Viu, un segon Can Viu, abans Mas Pau de Baix, o Mas d'en Paraire, Can Visern, Can Xiles, la Casa Vella, el Casot del Teixidor, abans Mas d'en Pericot, el Cortal d'en Falguera, el Cortal d'en Visern, el Cortal d'en Xobet, Mas Batlle Nou, Mas Batlle Vell, abans Mas d'en Guitard, Mas del Solà, Mas del Terrats, Mas d'en Blanc, Mas d'en Cadena, abans d'en Vergers, Mas d'en Profiter, Mas d'en Tramuntana, Nas d'en Visern, Mas d'en Forester, Mas Massina, Mas Sobreda, abans d'en Danyac, Mas Sobrequers, abans Mas Cadena de l'Estepa, Molí de Can Vilar, el Quer, o Casot del Quer i Xiula Vent. Cal esmentar a part el Calvari de Sant Joan, a prop i a ponent del poble, i el Cementiri, allunyat al nord del nucli de població.

### Els cursos d'aigua
El terme comunal de Tellet és situat en una esquena d'ase que aboca les aigües del costat de ponent cap a la Ribera Ampla i les del de llevant cap a la Ribera del Teixó i després cap a la Ribera de la Palmera, continuació de l'anterior. La primera marca el termenal amb Sant Marçal, Montboló i Reiners, i la segona i tercera, amb Oms. Només un petit tram de la Ribera de la Palmera deixa de ser termenal i entra totalment dins del terme de Tellet.
La Ribera Ampla rep les aportacions -totes per l'esquerra- dels còrrecs de Sobreda, o de Solvareda, amb el de Puigmany, de la Font, de la Bosiga, amb el d'en Batlle Vell, un altre també anomenat de la Font, amb el del Terrats, el de la Grevoleda, amb el de la Xalada, un tercer còrrec anomenat de la Font; finalment, els còrrecs del Profiter i del Solà, del o de la Figuera, de les Bassotes, del Rojal i dos còrrecs anomenats d'en Toron s'aboquen en la Ribera Ampla en terme de Reiners, però tenen el seu naixement en el de Tellet.
De l'altre costat, la Ribera del Teixó rep la Ribera d'en Blanc, que és una de les que la formen, que aporta els còrrecs del Coll de Tellet, de la Vaca, de la Gila, de la Font del Toron, d'en Blanc, i, ja com a Ribera del Teixó rep, tots per la dreta, els còrrecs de d'en Viu, amb els dels Horts, de la Font (el quart, en terme de Tellet, amb aquest nom), el de l'Hort d'en Viu, el del Quer, que duu amb ell els còrrecs de la Femada i de la Font (el cinquè!). Ja com a Ribera de la Palmera rep per l'esquerra (l'únic, per aquest costat) el Còrrec d'en Sales, i per la dreta, el Còrrec d'en Visern, el de la Gorga, el del Foballa, el del Castanyer i el de Can Pastoret.
Les principals fonts de Tellet són la Font, la Font de Can Bordes, la de Can Vila, la de la Bosiga, la de la Casa Vella, la de la Roure, la del Mas Batlle Vell, la del Mas de la Sala, la del Mas del Solà, la del Mas del Terrats, la del Mas d'en Font, la del Mas d'en Profiter i la del Toron.

### El relleu
Els topònims de Tellet són una clara evidència del seu relleu; hi trobem bacs, com el Bac de Can Vila; colls, com el Coll de la Caixa de l'Obra, el Coll de les Arques, el Coll del Peiró, el Coll de Tellet, el Coll d'Oms i el Collet de la Roure; plans, com el Pla de l'Obra; muntanyes, com el Puig de la Carretal, el Puig de Tellet i Puigmany; serres i serrats: la Serra o Serrat d'en Roques, la Serra del Toron, el Serrat del Coll de les Arques i el Serrat del Rost, i solanes: dues de diferents dites el Solà i la Solana d'en Profiter.

### El terme comunal
Els noms de les partides i indrets específics del terme de Tellet són els següents: el Brotó, Ca l'Artigues, o Mas Danyac, abans Mas d'en Barris, Camps de Tellet, la Casa Vella, la Caseta, els Horts d'en Viu, la Jaça, les Llapineres, abans Bosc d'en Barral, el Mas Batlles, el Mas de les Sales, o de la Sala, el Mas d'en Blanc, el Mas d'en Bordes, abans del Quer, el Mas d'en Cadena, el Mas d'en Fonts, o d'en Font, el Mas d'en Pagès, el Mas d'en Paraire, el Mas d'en Pastoret, abans d'en Cassó, el Mas d'en Pei, el Mas d'en Profiter, el Mas d'en Roca, el Mas d'en Vilà, o Vilar, el Mas d'en Visern, dos llocs diferents anomenats Mas d'en Viu, també dos de diferents anomenats Mas Sales, el Mas Sobreda, abans d'en Danyàs, la Palmera, el Peiró, la Penya del Grèvol, el Rojal, el Rost, la Roure, el Terrats, la Teulera, el Vilaret i la Vinya del Quer. Hi ha, a més, les fites o senyals termenals del Roc del Seti i les Termeneres del Profiter.

## Transports i comunicacions

### Carreteres
Travessa el terme de Tellet una única carreteres, que passa pel nucli principal de població. És la D - 63 (D - 13, a Oms - D - 15, a Reiners), que uneix Tellet amb Oms (3 km), cap al nord-est, i amb Reiners (2), i indirectament amb Ceret (5), cap al sud-est.

### Transport públic col·lectiu
De Telles estant sols cal comptar amb el TAD, el Transport a la demanda. Funciona únicament els diumenges i dies festius, i s'ha de sol·licitar per telèfon el dia abans.

### Els camins del terme
Alguns dels camins de Tellet són de caràcter interior en el seu terme: Camí de la Palmera, del Mas Sala, del Mas Visern i del Mas Pagès, del Solà, dels Terrats i del Vilaret, mentre que uns altres enllacen amb els pobles dels entorns: Camí de Ceret, o de la Roure, de Montboló, d'Oms, o Ruta d'Oms, Camí Vell de Ceret i Ruta de Ceret.

## Activitats econòmiques
Amb una bona part del terme cobert de bosc, principalment d'alzines sureres, amb matolls a les zones més enlairades i alzinar a ponent, el terme de Tellet és poc propens a les altres activitats del sector primari; tanmateix, la seixantena d'hectàrees dedicades a l'agricultura produeixen farratges, sobretot, una mica de vinya, amb la producció de vi comú en retrocés a favor dels de denominació d'origen controlada. També hi ha una mica d'arbres fruiters, sobretot cirerers. D'animals de pastura, n'hi ha una centena d'ovins i de cabrum, entre els dos.

## Història

### Edat mitjana
El 22 d'abril del 876, Anna, filla d'Alaric, comte d'Empúries, i de Rotruda, filla de Berà I, va donar l'alou de Tellet (Teletas) al comte Radulf I de Besalú i a la seva esposa Ridlinda. Aquest alou (loco vocato Talledo) és el que el 987 fou donat al monestir de Sant Joan de les Abadesses per Oliba Cabreta de Cerdanya-Besalú com a dot monacal a la seva filla natural Ingilberga, tinguda amb Ingilberga de Besora, quan la noia entrà de monja a Sant Joan de les Abadesses, també anomenat en aquell moment Sant Joan de Ripoll. Torna a estar documentat el 1043 (Talled) i el 1067 (Tellied). El 1186 el rei Alfons I el Cast afegia més alous a les possessions del monestir ripollès amb dos masos més de la parròquia de Tellet (parrochia S. Petri de Telleto), anomenats ad Sala, dels germans Ramon i Guillem de Sala.
Al segle xii la senyoria del poble recau en una família que duia aquest nom, feudatària dels vescomtes de Castellnou. A Arles, a l'entrada de l'església del monestir, hi ha una escultura jacent del darrer dels Tellet, Gaucelm de Tellet, mort el 1211, obra de l'escultor Ramon de Bianya. Una part dels masos de Tellet, l'alou de Noguereda, pertanyien a Berenguer i Bernat d'Orla, els quals el 1231 els venien al seu germà Arnau de Montescot. Aquest darrer reprengué el llinatge d'Oms, el de la seva mare, Beatriu d'Oms, i fou la base de diverses branques de la família d'Oms. El 1299 Berenguer I d'Oms reti a homenatge a Jaspert V de Castellnou per aquests masos de Tellet. El seu fill, Berenguer II, rebia de mans de Pere III el Cerimoniós l'alta i baixa jurisdicció de Tellet i d'Oms.

### Edat Moderna
Al llarg de tota l'Edat Moderna, i fins a la Revolució Francesa, foren els d'Oms els titulars de la senyoria de Tellet. Poc abans, el 1767, Lluís XV de França havia incorporat Tellet al Marquesat d'Oms.

## Demografia

### Demografia antiga
La població està expressada en nombre de focs (f) o d'habitants (h)
| 14 f | 10 f | 6 f | 9 f | 11 f | 30 f | 31 f | 28 f | 51 h | 231 h | 50 f | 68 f |

Font: Pélissier 1986

### Demografia contemporània
| Evolució de la població |      |      |      |      |      |      |      |      |
| 1793                    | 1800 | 1806 | 1821 | 1831 | 1836 | 1841 | 1846 | 1851 |
| 255                     | 266  | 280  | 346  | 355  | 316  | 355  | 335  | 314  |

| 1856 | 1861 | 1866 | 1872 | 1876 | 1881 | 1886 | 1891 | 1896 |
| ---- | ---- | ---- | ---- | ---- | ---- | ---- | ---- | ---- |
| 321  | 274  | 303  | 241  | 254  | 249  | 228  | 260  | 272  |

| 1901 | 1906 | 1911 | 1921 | 1926 | 1931 | 1936 | 1946 | 1954 |
| ---- | ---- | ---- | ---- | ---- | ---- | ---- | ---- | ---- |
| 251  | 245  | 219  | 196  | 172  | 164  | 152  | 124  | 87   |

| 1962 | 1968 | 1975 | 1982 | 1990 | 1999 | 2006 | 2008 | 2011 |
| ---- | ---- | ---- | ---- | ---- | ---- | ---- | ---- | ---- |
| 85   | 56   | 47   | 52   | 74   | 83   | 81   | 80   | 117  |

| 2013 |
| ---- |
| 128  |

Fonts: Ldh/EHESS/Cassini fins al 1999, després INSEE a partir deL 2004

### Evolució de la població

Població 1962-2008

## Administració i política

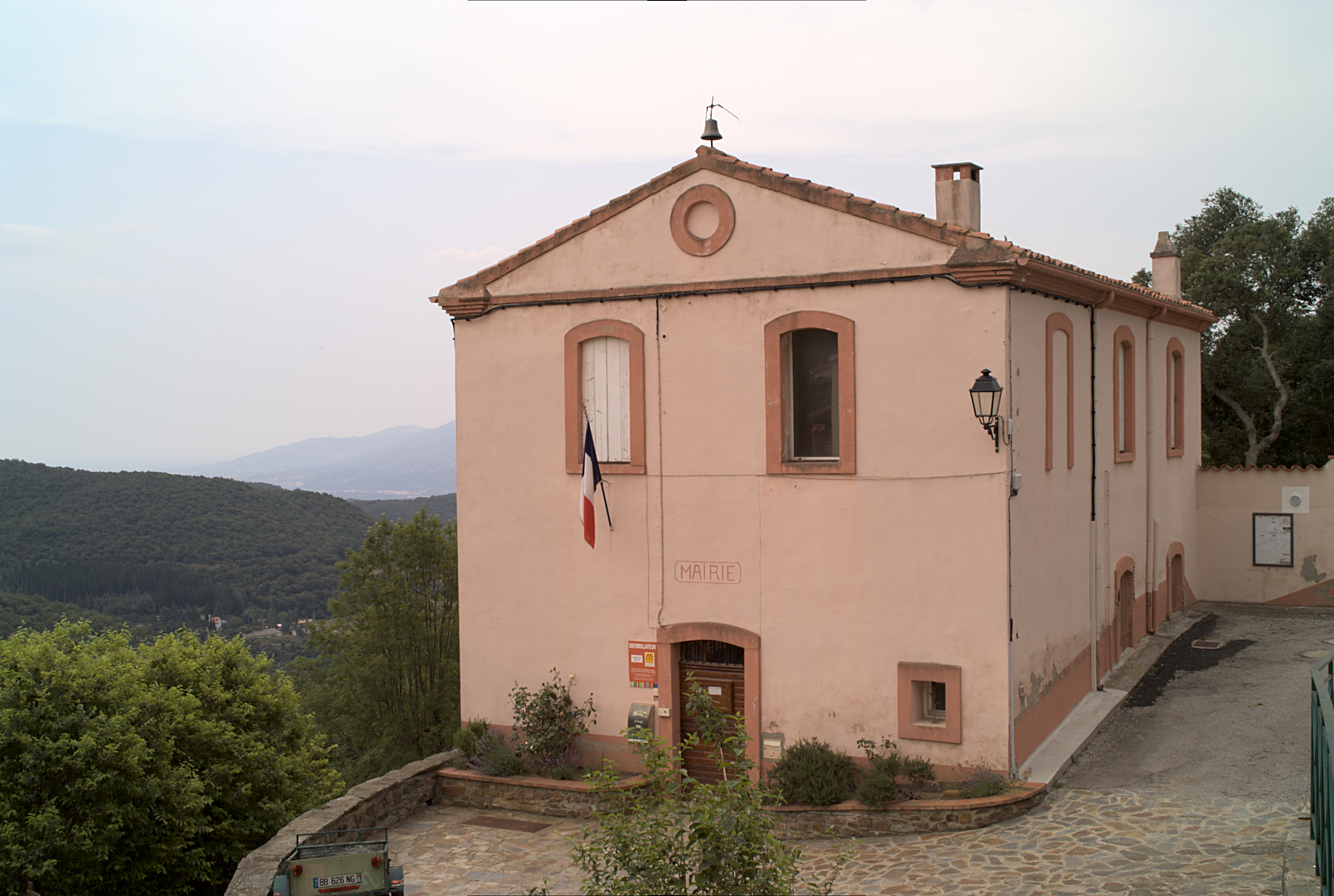
La Casa del Comú de Tellet

### Batlles[11]
| Període                       | Nom            | Opció política | Comentaris |
| ----------------------------- | -------------- | -------------- | ---------- |
| ? - Març del 2008             | Amédée Raymond | DVD            |            |
| març del 2008 - Moment actual | Alain Raymond  | SE             |            |

### Legislatura 2014 - 2020

#### Batlle
- Alain Raymond.

#### Adjunts al batlle[12]
- 1r:
- 2n: .

#### Consellers municipals
- Guy Barcelo
- Jean-Marie Bataille
- Jean-Luc Bofill
- Camille Costeseque
- Daniel Darcourt
- Michèle Debras
- Joseph Juanola
- Aurélie Ramseyer
- Alain Thomas
- Joanna Tittel.

### Adscripció cantonal

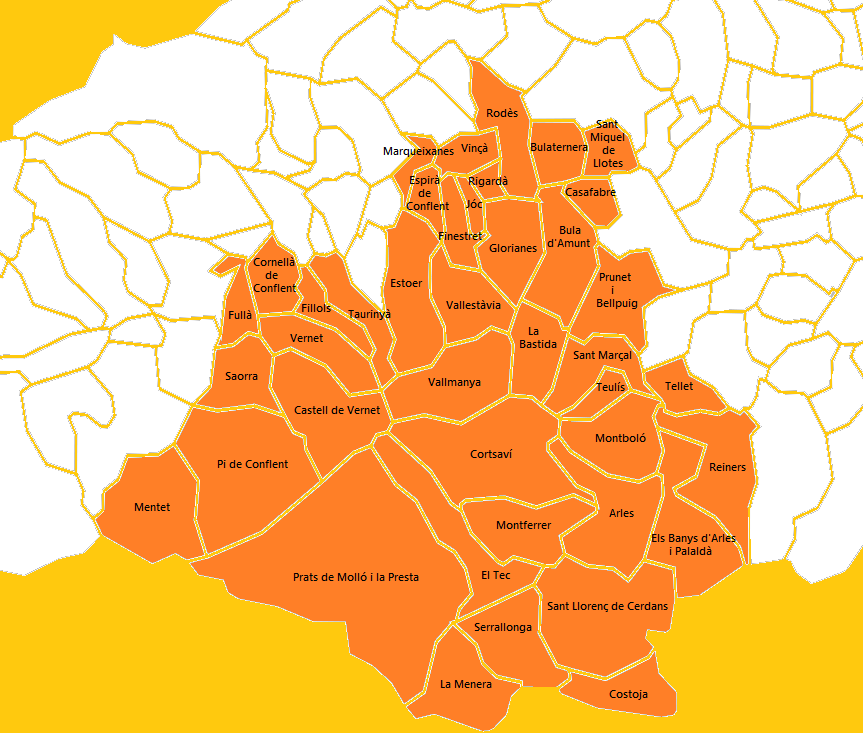
Mapa del Cantó del Canigó

A les eleccions cantonals del 2015 Tellet ha estat inclòs en el cantó número 2, denominat El Canigó, amb capitalitat al poble dels Banys d'Arles, de la comuna dels Banys i Palaldà. Està format per les viles d'Arles, Prats de Molló i la Presta, Sant Llorenç de Cerdans, del Vallespir, i Vinçà, del Rosselló, i els pobles del Conflent de Castell de Vernet, Cornellà de Conflent, Espirà de Conflent, Estoer, Fillols, Finestret, Fullà, Glorianes, Jóc, Marqueixanes, Mentet, Pi de Conflent, Rigardà, Rodès, Saorra, Taurinyà, Vallestàvia, Vallmanya i Vernet, els del Rosselló de la Bastida, Bula d'Amunt, Bulaternera, Casafabre, Prunet i Bellpuig, Sant Marçal, Sant Miquel de Llotes, Tellet i Teulís, i els del Vallespir dels Banys i Palaldà, Cortsaví, Costoja, la Menera, Montboló, Montferrer, Reiners, Serrallonga i el Tec forma part del cantó número 2, del Canigó (nou agrupament de comunes fruit de la reestructuració cantonal feta amb motiu de les eleccions cantonals i departamentals del 2015). Són consellers per aquest cantó Ségolène Neuville i Alexandre Reynal, tots dos del Partit Socialista francès.

## Ensenyament i Cultura
Tellet no disposa de cap establiment escolar. Cal cursar l'Escola Maternal i Primària a Reiners, els Banys d'Arles, Palaldà, Ceret, Arles o Llauró. Per als estudis secundaris, els minyons de Tellet poden anar a continuar els seus estudis a Arles, Ceret, Tuïr, Illa, el Soler o Toluges, mentre que Ceret, Perpinyà o el liceu tècnic de Vilallonga dels Monts són les poblacions properes amb liceu per a cursar el batxillerat.

## Edificis d'interès
- L'església parroquial de Sant Valentí, construïda per l'abat de Sant Joan de les Abadesses el 1141.
- El santuari de la Mare de Déu del Roure